# Filipijns curlingteam (mannen)
Het Filipijns curlingteam vertegenwoordigt de Filipijnen in internationale curlingwedstrijden.

## Geschiedenis
De Filipijnse Curlingfederatie werd in 2023 opgericht. Het nationale mannenteam debuteerde dat jaar ook op het mondiale curlingtoneel tijdens de tweede editie van het pan-continentaal kampioenschap. De Filipijnen werden vertegenwoordigd door een team onder leiding van skip Marc Pfister, die eerder namens Zwitserland deelnam aan internationale curlingcompetities. De Filipijnen haalden de finale van de B-divisie, die verloren werd van China. Een jaar later was het team van Pfister opnieuw van de partij. Ook ditmaal haalde het land de finale in de B-divisie, die deze keer wel winnend werd afgesloten. Hierdoor mag het Filipijnse team in 2025 aantreden in de A-divisie.
In 2025 won het land goud op de Aziatische Winterspelen in het Chinese Harbin.

## Filipijnen op het pan-continentaal kampioenschap
| Jaar | Plaats        | Skip          | WG            | W             | V             | PV            | PT            |
| ---- | ------------- | ------------- | ------------- | ------------- | ------------- | ------------- | ------------- |
| 2022 | Geen deelname | Geen deelname | Geen deelname | Geen deelname | Geen deelname | Geen deelname | Geen deelname |
| 2023 | 10            | Marc Pfister  | 9             | 7             | 2             | 96            | 39            |
| 2024 | 9             | Marc Pfister  | 12            | 12            | 0             | 127           | 26            |

Andorra · Australië · België · Bosnië en Herzegovina · Brazilië · Bulgarije · Canada · China · Chinees Taipei · Denemarken · Duitsland · Engeland · Estland · Filipijnen · Finland · Frankrijk · Georgië · Griekenland · Groot-Brittannië · Guyana · Hongarije · Hongkong · Ierland · IJsland · India · Israël · Italië · Jamaica · Japan · Kazachstan · Kenia · Kirgizië · Kroatië · Letland · Liechtenstein · Litouwen · Luxemburg · Mexico · Nederland · Nieuw-Zeeland · Nigeria · Noorwegen · Oekraïne · Oostenrijk · Polen · Portugal · Puerto Rico · Qatar · Roemenië · Rusland · Saoedi-Arabië · Schotland · Servië · Slovenië · Slowakije · Spanje · Thailand · Tsjechië · Tsjecho-Slowakije · Turkije · Verenigde Staten · Wales · Wit-Rusland · Zuid-Korea · Zweden · Zwitserland